# Хайнрих IV фон Вайда
Хайнрих IV фон Вайда „Средния“ (на немски: Heinrich IV von Weida „der Mittlere“; * ок. 1182; † сл. 7 февруари 1249) е фогт на Вайда (1209 – 1249/1250) в окръг Грайц в Тюрингия и тевтонски рицар от 1237 г. Той е господар на Плауен и Гера от 1209 до 1237/1238 г.

## Биография
Той е син (от трима сина) на фогт Хайнрих II фон Вайда († pr. 1209) и съпругта му Берта († пр. 1209). Внук е на Хайнрих I фон Вайда († сл. 1163/1193) и Леукард фон Лаутенбург. Правнук е на Еркенберт I фон Вайда († пр. 1143) и саксонската пфалцграфиня Йохана.
След раздялата му (1238 г.) със съпругата му Юта той влиза в Тевтонския орден и умира след 7 февруари 1249 г. Погребан е в манастир Кроншвитц. Съпругата Юта основава след раздялата манастир Кроншвиц, става приорин и умира там след 1 май 1268 г.
През 1244 г. територията на фогтовете на Вайда се разделя на три фогтая „Вайда, Гера и Плауен“.

## Фамилия
Хайнрих IV фон Вайда се жени пр. 1238 г. за Юта фон Алтенбург († сл. 1 май 1268), наследничка на Фогтсберг и Йолзниц, дъщеря на Алберт I фон Алтенбург († 1228/1229). Те се развеждат през 1238 г. Те имат децата:
- Хайнрих I фон Плауен „Стари“ († сл. 7 март 1303), фогт на Плауен (1249/50 - 1295/96), женен I. лиценц на 20 януари 1253 г. в Перужа за роднината си Аделхайд фон Лобдебург-Лойхтенберг († пр. април 1271), дъщеря на Херман фон Лобдебург-Лойхтенберг († сл. 1256) и Мехтхилд фон Кверфурт-Магдебург († сл. 1254), II. пр. април 1271 г. за Кунигунд фон Люцелщайн († 23 април 1302), дъщеря на граф Хуго III фон Лютцелщайн († сл. 1283) и Елизабет фон Саарбрюкен († сл. 1271)
- Хайнрих I фон Гера „Млади“ († пр. 1274), фогт на Гера, женен за Ирмгард (Леукард) фон Хелдрунген († сл. 31 август 1279), дъщеря на Хартман фон Хелдрунген († 1242)
- Хайнрих фон Вайда († сл. 26 септември 1259), приор в Ерфурт 1259 г.
- Хайнрих фон Вайда († пр. 17 август 1251), свещеник в Магдебург (1248), доминикански монах в Магдебург
- дъщеря фон Вайда († на 17 години)
- дъщеря фон Вайда, омъжена ок. 25 май 1278 г. за граф Конрад V фон Еверщайн († 1283/1284), син на граф Конрад фон Еверщайн